# کروسپولدرهیون
کروسپولدرهیون (به هلندی: Kruispolderhaven) یک منطقهٔ مسکونی در هلند است که در هولست واقع شده‌است.